# Jewhen Kotow
Jewhen Wałentynowycz Kotow, ukr. Євген Валентинович Котов (ur. 10 sierpnia 1978 w Perewalsku, w obwodzie ługańskim) – ukraiński piłkarz grający na pozycji obrońcy.

## Kariera piłkarska

### Kariera klubowa
W 1995 rozpoczął karierę piłkarską w składzie Stali Ałczewsk. Latem 1998 został zaproszony do Szachtara Donieck, w którym występował przez dwa lata. Latem 2000 powrócił do Stali Ałczewsk, a podczas przerwy zimowej sezonu 2000/01 przeniósł się do Metałurha Donieck. Latem 2003 został piłkarzem Krywbasu Krzywy Róg. W lutym 2005 został zaproszony przez trenera Anatolija Końkowa do azerskiego İnteru Baku, w którym zakończył karierę piłkarską.

### Kariera reprezentacyjna
W 1998 występował w młodzieżowej reprezentacji Ukrainy.

## Sukcesy i odznaczenia

### Sukcesy klubowe
- wicemistrz Ukrainy: 1999, 2000
- brązowy medalista Mistrzostw Ukrainy: 2002, 2003